# Steinvǫr Sighvatsdóttir
Steinvǫr Sighvatsdóttir (* Beginn 13. Jahrhundert; † 17. oder 18. Oktober 1271 auf Grund im Eyjafjörður), auch Steinvǫr Sighvatsdóttir á Keldum, in moderner isländischer Schreibweise Steinvör Sighvatsdóttir, war eine isländische Dichterin der Sturlungenzeit. Sie ist eine der drei im Skáldatal, einem Verzeichnis von Skalden, aufgeführten Frauen.

## Überlieferung
Neben kurzen Erwähnungen in verschiedenen altnordischen Quellen erzählen vor allem die Íslendinga saga, die Þórðar saga kakala und die Þorgils saga skarða, die alle in der Sturlunga saga enthalten sind, von Steinvǫr Sighvatsdóttir.

## Leben

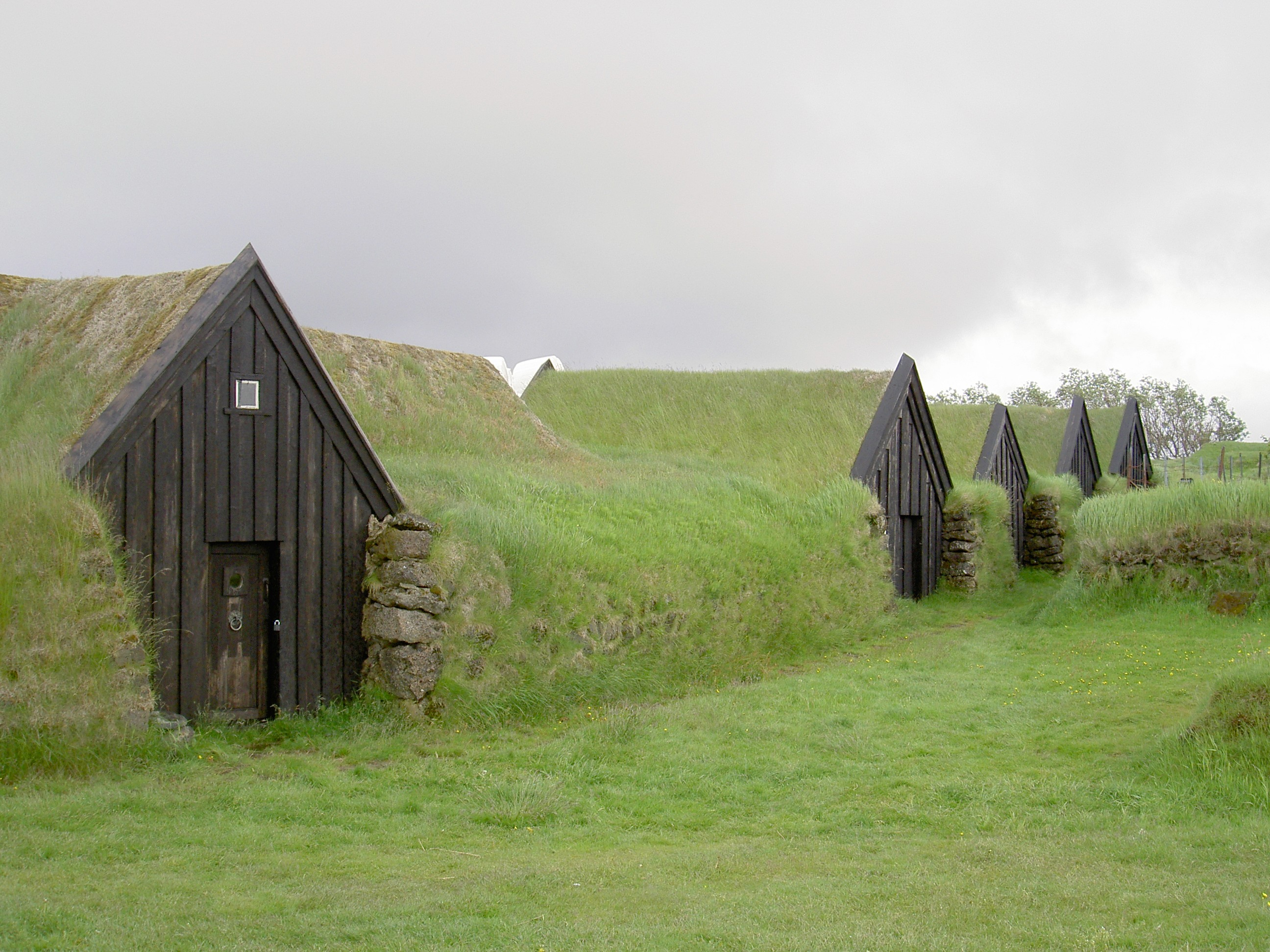
Seit 1193 bestehende Gebäude in Keldur á Rangárvöllum

Ihre Eltern waren Halldóra Tumadóttir und Sighvatr Sturluson; somit stammte Steinvǫr auf mütterlicher Seite aus der Familie der Ásbirningar und auf väterlicher Seite aus der mächtigen Familie der Sturlungar. Sie hatte sieben Brüder – Tumi eldri („der Ältere“, 1198–1222), Sturla (1199–1238), Kolbeinn († 1238), Þórðr kakali († 1256), Markús († 1238), Þórðr krókr († 1238) und Tumi yngri („der Jüngere“, 1222–1244) – sowie zwei uneheliche Halbschwestern namens Valgerðr und Sigríðr. Steinvǫr heiratete 1230 oder 1231 Hálfdan Sæmundarson; vermutlich diente die Heirat der Absicherung einer politischen Allianz. Die beiden wohnten auf dem Gut Keldur á Rangárvöllum. Während einer Auslandsreise des unverheirateten Þórðr kakali sollte das Paar dessen Herrschaftsbereich von Grund im Eyjafjörður aus verwalten, zog aber bald zurück nach Keldur. Steinvǫr und Hálfdan hatten drei gemeinsame Söhne namens Sighvatr († nach 1305), Sturla und Loptr († 1312), die in der Árna saga biskups zusammen als Steinvararsynir („Steinvǫrs Söhne“) bezeichnet werden, und eine Tochter namens Sólveig, die 1250 Þorvarðr Þórarinsson heiratete.
In der Þórðar saga kakala wird Steinvǫr als beeindruckend (altnordisch hǫfuðskǫrung) und furchtlos beschrieben. Als Þórðr kakali – vermutlich im Jahr 1242 – um Beistand in einem zu erwartenden Kampf bittet, bringt sie ihren unwilligen, als friedliebend dargestellten Ehemann zu einer eingeschränkten Zusage, indem sie ihm androht, sie werde selbst Waffen aufnehmen, ein Gefolge versammeln und Hálfdan die Schlüssel zur Vorratskammer überlassen, falls er ihrem Bruder nicht helfe. Später tritt sie an der Seite des Bischofs Sigvarðr als Vermittlerin zwischen Þórðr und Angehörigen des Haushalts von Skálholt auf. Nachdem die Angebotsbedingungen abgelehnt wurden, versammelt Steinvǫr in Abwesenheit Hálfdans die Haushaltsvorstände des Rangárþings zur Unterstützung des geplanten Angriffs von Þórðr auf Skálholt, doch Hálfdan ist dagegen und lässt die Versammlung wieder auflösen. Schließlich gelingt die Schlichtung, wobei Steinvǫr größere Autorität als dem Bischof zugesprochen wird.
Die Þorgils saga skarða berichtet, dass Steinvǫr nach dem Tod von Þórðr kakali 1256 dessen Erbe inklusive des Hofes Grund in Anspruch nahm, weil er keine ehelichen Kinder hatte und ihre übrigen Brüder bereits gestorben waren. Im folgenden Jahr übertrug sie die Eigentümer an ihren Schwiegersohn Þorvarðr Þórarinsson, was zu einem Konflikt zwischen diesem und Þorgils skarði („Scharte“) führte.
Ihr Ehemann Hálfdan Sæmundarson starb am 25. April 1265. Steinvǫr Sighvatsdóttir starb isländischen Jahrzeitbüchern zufolge am 17. oder 18. Oktober auf dem Hof Grund; ihr Todesjahr ist unsicher, im Jahr 1271 war sie bereits verstorben.

## Werk
Dem Skáldatal zufolge dichtete sie Preislieder über Gautr á Meli; dieser soll ein Freund von Hákon gamli gewesen sein, von den Versen ist allerdings nichts erhalten.
Die Íslendinga saga überliefert nur eine Halbstrophe, die Steinvǫr in einem Traum hörte:

“Sit ek ok sék á

svarit Steinvarar.

Hví liggr hér á vegg

hǫfuð í ørtrǫð?”

„Ich sitze und ich sehe mich um nach Steinvǫrs Antwort. Warum liegt hier ein Kopf auf der Mauer des überweideten Pferchs?“

Gesprochen habe diese Strophe der abgetrennte Kopf ihres Bruders gegenüber Þorgrímr ór Gunnarsholti. Der Traum gilt als Ankündigung des Todes von Sturla Sighvatsson oder von Sighvatr Sturluson, dem Vater von Steinvǫr, die beide 1238 in der Schlacht von Ǫrlygsstaðir fielen.

## Rezeption
Möglicherweise dienten Steinvǫr Sighvatsdóttir und Hálfdan Sæmundarson als Vorbilder für Bergþóra und Njáll in der Brennu Njáls saga; auch Bergþóra wird als sehr beeindruckende Frau (altnordisch kvenskǫrungr mikill) beschrieben.